# Список астероїдів (173001—173100)
| Назва               | Тимчасове позначення | Дата відкриття    | Місце відкриття                               | Відкривач                   |
| ------------------- | -------------------- | ----------------- | --------------------------------------------- | --------------------------- |
| (173001) 2006 MH15  | 2006 MH15            | 20 червня 2006    | Обсерваторія Маунт-Леммон                     | Обсерваторія Маунт-Леммон   |
| 173002 Dorfi        | 2006 OS              | 17 липня 2006     | Альшвендт                                     | В. Ріс                      |
| (173003) 2006 OD6   | 2006 OD6             | 18 липня 2006     | Обсерваторія Маунт-Леммон                     | Обсерваторія Маунт-Леммон   |
| (173004) 2006 OH14  | 2006 OH14            | 21 липня 2006     | Обсерваторія Маунт-Леммон                     | Обсерваторія Маунт-Леммон   |
| (173005) 2006 OQ20  | 2006 OQ20            | 30 липня 2006     | Обсерваторія Сайдинг-Спрінг                   | Обсерваторія Сайдинг-Спрінг |
| (173006) 2006 PC6   | 2006 PC6             | 12 серпня 2006    | Паломарська обсерваторія                      | NEAT                        |
| (173007) 2006 PU6   | 2006 PU6             | 12 серпня 2006    | Паломарська обсерваторія                      | NEAT                        |
| (173008) 2006 PL9   | 2006 PL9             | 13 серпня 2006    | Паломарська обсерваторія                      | NEAT                        |
| (173009) 2006 PB10  | 2006 PB10            | 13 серпня 2006    | Паломарська обсерваторія                      | NEAT                        |
| (173010) 2006 PW11  | 2006 PW11            | 13 серпня 2006    | Паломарська обсерваторія                      | NEAT                        |
| (173011) 2006 PL13  | 2006 PL13            | 14 серпня 2006    | Обсерваторія Сайдинг-Спрінг                   | Обсерваторія Сайдинг-Спрінг |
| (173012) 2006 PG17  | 2006 PG17            | 15 серпня 2006    | Паломарська обсерваторія                      | NEAT                        |
| (173013) 2006 PQ19  | 2006 PQ19            | 13 серпня 2006    | Паломарська обсерваторія                      | NEAT                        |
| (173014) 2006 PF22  | 2006 PF22            | 15 серпня 2006    | Паломарська обсерваторія                      | NEAT                        |
| (173015) 2006 PX25  | 2006 PX25            | 13 серпня 2006    | Паломарська обсерваторія                      | NEAT                        |
| (173016) 2006 PZ26  | 2006 PZ26            | 15 серпня 2006    | Паломарська обсерваторія                      | NEAT                        |
| (173017) 2006 PO27  | 2006 PO27            | 13 серпня 2006    | Обсерваторія Сайдинг-Спрінг                   | Обсерваторія Сайдинг-Спрінг |
| (173018) 2006 PS27  | 2006 PS27            | 13 серпня 2006    | Обсерваторія Сайдинг-Спрінг                   | Обсерваторія Сайдинг-Спрінг |
| (173019) 2006 PT29  | 2006 PT29            | 12 серпня 2006    | Паломарська обсерваторія                      | NEAT                        |
| (173020) 2006 PF37  | 2006 PF37            | 12 серпня 2006    | Паломарська обсерваторія                      | NEAT                        |
| (173021) 2006 QW1   | 2006 QW1             | 17 серпня 2006    | Паломарська обсерваторія                      | NEAT                        |
| (173022) 2006 QU2   | 2006 QU2             | 17 серпня 2006    | Паломарська обсерваторія                      | NEAT                        |
| (173023) 2006 QX3   | 2006 QX3             | 18 серпня 2006    | Обсерваторія Кітт-Пік                         | Spacewatch                  |
| (173024) 2006 QG7   | 2006 QG7             | 17 серпня 2006    | Паломарська обсерваторія                      | NEAT                        |
| (173025) 2006 QA17  | 2006 QA17            | 17 серпня 2006    | Паломарська обсерваторія                      | NEAT                        |
| (173026) 2006 QL18  | 2006 QL18            | 17 серпня 2006    | Паломарська обсерваторія                      | NEAT                        |
| (173027) 2006 QO18  | 2006 QO18            | 17 серпня 2006    | Паломарська обсерваторія                      | NEAT                        |
| (173028) 2006 QP18  | 2006 QP18            | 17 серпня 2006    | Паломарська обсерваторія                      | NEAT                        |
| (173029) 2006 QQ19  | 2006 QQ19            | 17 серпня 2006    | Паломарська обсерваторія                      | NEAT                        |
| (173030) 2006 QE29  | 2006 QE29            | 21 серпня 2006    | Паломарська обсерваторія                      | NEAT                        |
| (173031) 2006 QM29  | 2006 QM29            | 16 серпня 2006    | Обсерваторія Сайдинг-Спрінг                   | Обсерваторія Сайдинг-Спрінг |
| (173032) 2006 QF40  | 2006 QF40            | 25 серпня 2006    | Обсерваторія Ла Каньяда                       | Хуан Лакрус                 |
| (173033) 2006 QX44  | 2006 QX44            | 19 серпня 2006    | Обсерваторія Кітт-Пік                         | Spacewatch                  |
| (173034) 2006 QG45  | 2006 QG45            | 19 серпня 2006    | Обсерваторія Кітт-Пік                         | Spacewatch                  |
| (173035) 2006 QL50  | 2006 QL50            | 22 серпня 2006    | Паломарська обсерваторія                      | NEAT                        |
| (173036) 2006 QR51  | 2006 QR51            | 23 серпня 2006    | Паломарська обсерваторія                      | NEAT                        |
| (173037) 2006 QK57  | 2006 QK57            | 25 серпня 2006    | Обсерваторія RAS                              | Ендрю Лов                   |
| (173038) 2006 QZ76  | 2006 QZ76            | 21 серпня 2006    | Паломарська обсерваторія                      | NEAT                        |
| (173039) 2006 QW80  | 2006 QW80            | 24 серпня 2006    | Паломарська обсерваторія                      | NEAT                        |
| (173040) 2006 QV92  | 2006 QV92            | 16 серпня 2006    | Паломарська обсерваторія                      | NEAT                        |
| (173041) 2006 QD96  | 2006 QD96            | 16 серпня 2006    | Паломарська обсерваторія                      | NEAT                        |
| (173042) 2006 QU96  | 2006 QU96            | 16 серпня 2006    | Паломарська обсерваторія                      | NEAT                        |
| (173043) 2006 QP104 | 2006 QP104           | 28 серпня 2006    | Станція Андерсон-Меса                         | LONEOS                      |
| (173044) 2006 QL107 | 2006 QL107           | 28 серпня 2006    | Каталінський огляд                            | Каталінський огляд          |
| (173045) 2006 QP114 | 2006 QP114           | 27 серпня 2006    | Станція Андерсон-Меса                         | LONEOS                      |
| (173046) 2006 QD116 | 2006 QD116           | 27 серпня 2006    | Станція Андерсон-Меса                         | LONEOS                      |
| (173047) 2006 QJ121 | 2006 QJ121           | 29 серпня 2006    | Каталінський огляд                            | Каталінський огляд          |
| (173048) 2006 QQ128 | 2006 QQ128           | 17 серпня 2006    | Паломарська обсерваторія                      | NEAT                        |
| (173049) 2006 QH141 | 2006 QH141           | 18 серпня 2006    | Паломарська обсерваторія                      | NEAT                        |
| (173050) 2006 QU142 | 2006 QU142           | 31 серпня 2006    | Астрономічна обсерваторія Юра                 | Мішель Орі                  |
| (173051) 2006 QM168 | 2006 QM168           | 30 серпня 2006    | Станція Андерсон-Меса                         | LONEOS                      |
| (173052) 2006 QP170 | 2006 QP170           | 19 серпня 2006    | Обсерваторія Кітт-Пік                         | Spacewatch                  |
| (173053) 2006 RU9   | 2006 RU9             | 13 вересня 2006   | Паломарська обсерваторія                      | NEAT                        |
| (173054) 2006 RR71  | 2006 RR71            | 15 вересня 2006   | Обсерваторія Кітт-Пік                         | Spacewatch                  |
| (173055) 2006 RT79  | 2006 RT79            | 15 вересня 2006   | Обсерваторія Кітт-Пік                         | Spacewatch                  |
| (173056) 2006 SP8   | 2006 SP8             | 16 вересня 2006   | Станція Андерсон-Меса                         | LONEOS                      |
| (173057) 2006 SD51  | 2006 SD51            | 17 вересня 2006   | Каталінський огляд                            | Каталінський огляд          |
| (173058) 2006 SY53  | 2006 SY53            | 16 вересня 2006   | Каталінський огляд                            | Каталінський огляд          |
| (173059) 2006 SE56  | 2006 SE56            | 19 вересня 2006   | Каталінський огляд                            | Каталінський огляд          |
| (173060) 2006 SA59  | 2006 SA59            | 16 вересня 2006   | Каталінський огляд                            | Каталінський огляд          |
| (173061) 2006 SQ59  | 2006 SQ59            | 16 вересня 2006   | Каталінський огляд                            | Каталінський огляд          |
| (173062) 2006 SD86  | 2006 SD86            | 18 вересня 2006   | Обсерваторія Кітт-Пік                         | Spacewatch                  |
| (173063) 2006 SG93  | 2006 SG93            | 18 вересня 2006   | Обсерваторія Кітт-Пік                         | Spacewatch                  |
| (173064) 2006 SD122 | 2006 SD122           | 19 вересня 2006   | Каталінський огляд                            | Каталінський огляд          |
| (173065) 2006 SZ123 | 2006 SZ123           | 19 вересня 2006   | Каталінський огляд                            | Каталінський огляд          |
| (173066) 2006 SY127 | 2006 SY127           | 17 вересня 2006   | Каталінський огляд                            | Каталінський огляд          |
| (173067) 2006 SX148 | 2006 SX148           | 19 вересня 2006   | Обсерваторія Кітт-Пік                         | Spacewatch                  |
| (173068) 2006 SU171 | 2006 SU171           | 25 вересня 2006   | Обсерваторія Кітт-Пік                         | Spacewatch                  |
| (173069) 2006 SQ199 | 2006 SQ199           | 24 вересня 2006   | Обсерваторія Кітт-Пік                         | Spacewatch                  |
| (173070) 2006 SW256 | 2006 SW256           | 26 вересня 2006   | Обсерваторія Кітт-Пік                         | Spacewatch                  |
| (173071) 2006 SM280 | 2006 SM280           | 29 вересня 2006   | Станція Андерсон-Меса                         | LONEOS                      |
| (173072) 2006 SG387 | 2006 SG387           | 30 вересня 2006   | Обсерваторія Апачі-Пойнт                      | Ендрю Бекер                 |
| (173073) 2006 TS49  | 2006 TS49            | 12 жовтня 2006    | Паломарська обсерваторія                      | NEAT                        |
| (173074) 2006 TU60  | 2006 TU60            | 14 жовтня 2006    | Обсерваторія Берґіш-Ґладбах                   | Вольф Бікель                |
| (173075) 2006 UC    | 2006 UC              | 16 жовтня 2006    | Обсерваторія Столова Гора                     | Дж. Янґ                     |
| (173076) 2006 UV50  | 2006 UV50            | 17 жовтня 2006    | Каталінський огляд                            | Каталінський огляд          |
| (173077) 2006 UH134 | 2006 UH134           | 19 жовтня 2006    | Обсерваторія Кітт-Пік                         | Spacewatch                  |
| (173078) 2006 UM187 | 2006 UM187           | 19 жовтня 2006    | Каталінський огляд                            | Каталінський огляд          |
| (173079) 2006 UY187 | 2006 UY187           | 19 жовтня 2006    | Каталінський огляд                            | Каталінський огляд          |
| (173080) 2006 UN188 | 2006 UN188           | 19 жовтня 2006    | Каталінський огляд                            | Каталінський огляд          |
| (173081) 2006 UD219 | 2006 UD219           | 16 жовтня 2006    | Каталінський огляд                            | Каталінський огляд          |
| (173082) 2006 UT265 | 2006 UT265           | 27 жовтня 2006    | Каталінський огляд                            | Каталінський огляд          |
| (173083) 2006 WG80  | 2006 WG80            | 18 листопада 2006 | Обсерваторія Кітт-Пік                         | Spacewatch                  |
| (173084) 2007 PO1   | 2007 PO1             | 5 серпня 2007     | Обсерваторія Чрні Врх                         | Обсерваторія Чрні Врх       |
| (173085) 2007 PY31  | 2007 PY31            | 8 серпня 2007     | Сокорро (Нью-Мексико)                         | LINEAR                      |
| 173086 Nireus       | 2007 RS8             | 8 вересня 2007    | Астрономічна обсерваторія Юра                 | Мішель Орі                  |
| (173087) 2007 RJ20  | 2007 RJ20            | 2 вересня 2007    | Каталінський огляд                            | Каталінський огляд          |
| (173088) 2007 RS36  | 2007 RS36            | 8 вересня 2007    | Станція Андерсон-Меса                         | LONEOS                      |
| (173089) 2007 RJ37  | 2007 RJ37            | 8 вересня 2007    | Станція Андерсон-Меса                         | LONEOS                      |
| (173090) 2007 RJ207 | 2007 RJ207           | 10 вересня 2007   | Обсерваторія Кітт-Пік                         | Spacewatch                  |
| (173091) 2007 RU217 | 2007 RU217           | 13 вересня 2007   | Обсерваторія Кітт-Пік                         | Spacewatch                  |
| (173092) 2007 RP240 | 2007 RP240           | 14 вересня 2007   | Обсерваторія Маунт-Леммон                     | Обсерваторія Маунт-Леммон   |
| (173093) 2007 TH35  | 2007 TH35            | 7 жовтня 2007     | Обсерваторія Маунт-Леммон                     | Обсерваторія Маунт-Леммон   |
| (173094) 2007 TM69  | 2007 TM69            | 14 жовтня 2007    | Астрономічна обсерваторія Валемаре-ді-Борбона | Вінченцо Касуллі            |
| (173095) 2007 TV73  | 2007 TV73            | 13 жовтня 2007    | Обсерваторія RAS                              | Ендрю Лов                   |
| (173096) 2007 TA79  | 2007 TA79            | 5 жовтня 2007     | Обсерваторія Кітт-Пік                         | Spacewatch                  |
| (173097) 2007 TJ115 | 2007 TJ115           | 8 жовтня 2007     | Станція Андерсон-Меса                         | LONEOS                      |
| (173098) 2007 TO129 | 2007 TO129           | 6 жовтня 2007     | Обсерваторія Кітт-Пік                         | Spacewatch                  |
| (173099) 2007 TR149 | 2007 TR149           | 8 жовтня 2007     | Сокорро (Нью-Мексико)                         | LINEAR                      |
| (173100) 2007 TF263 | 2007 TF263           | 10 жовтня 2007    | Обсерваторія Кітт-Пік                         | Spacewatch                  |